# Justin Norris
Justin Norris (n. 3 iunie 1980, Newcastle, New South Wales, Noul Wales de Sud, Australia) este un înotător ce a reprezentat Australia, medaliat olimpic. A participat la 2 ediții ale Jocurilor Olimpice (2000, 2004) în care a câștigat două medalii de bronz.